# Aleksandr Ielessine
Aleksandr Mikhaïlovitch Ielessine - en russe : Александр Михайлович Елесин et en anglais : Aleksandr Yelesin - (né le 7 février 1996 à Iaroslavl en Russie) est un joueur professionnel russe de hockey sur glace. Il évolue au poste de défenseur.

## Biographie

### Carrière en club
Formé au Lokomotiv Iaroslavl, il débute en junior avec le Loko Iaroslavl dans la MHL en 2013-2014. Il s'aguérit en senior dans la VHL avec le HK Riazan en 2015-2016. Il remporte la Coupe Kharlamov 2016 avec le Loko Iaroslavl. La saison suivante, il découvre la Ligue continentale de hockey avec l'Amour Khabarovsk. De 2017 à 2019, il retourne au Lokomotiv Iaroslavl. Le 10 mai 2019, il signe un contrat de deux ans avec les Flames de Calgary. Il est assigné au Heat de Stockton, club ferme des Flames dans la Ligue américaine de hockey. Le 12 février 2020, il joue son premier match avec les Flames dans la Ligue nationale de hockey chez les Kings de Los Angeles. Il remporte la Coupe Gagarine 2025 avec le Lokomotiv Iaroslavl.

### En équipe nationale
Il représente la Russie au niveau international depuis avril 2018.

## Trophées et honneurs personnels

### KHL
- 2018-2019 : participe au match des étoiles.

## Statistiques

### En club
| Saison    | Équipe                 | Ligue |                   | Saison régulière  | Saison régulière  | Saison régulière  | Saison régulière  | Saison régulière |   | Séries éliminatoires | Séries éliminatoires | Séries éliminatoires | Séries éliminatoires | Séries éliminatoires |
| Saison    | Équipe                 | Ligue | PJ                | B                 | A                 | Pts               | Pun               | PJ               | B | A                    | Pts                  | Pun                  |                      |                      |
| 2013-2014 | Loko Iaroslavl         | MHL   | 3                 | 0                 | 0                 | 0                 | 0                 | -                | - | -                    | -                    | -                    |                      |                      |
| 2013-2014 | Loko Iounior Iaroslavl | MHL B | 17                | 2                 | 1                 | 3                 | 16                | 16               | 0 | 0                    | 0                    | 8                    |                      |                      |
| 2014-2015 | Loko Iaroslavl         | MHL   | 37                | 3                 | 4                 | 7                 | 56                | 3                | 0 | 1                    | 1                    | 2                    |                      |                      |
| 2014-2015 | Loko Iounior Iaroslavl | MHL B | 19                | 2                 | 2                 | 4                 | 28                | 8                | 0 | 3                    | 3                    | 12                   |                      |                      |
| 2015-2016 | HK Riazan              | VHL   | 22                | 1                 | 4                 | 5                 | 18                | 11               | 1 | 0                    | 1                    | 15                   |                      |                      |
| 2015-2016 | Loko Iaroslavl         | MHL   | 21                | 2                 | 5                 | 7                 | 26                | 10               | 0 | 1                    | 1                    | 18                   |                      |                      |
| 2016-2017 | Amour Khabarovsk       | KHL   | 22                | 0                 | 1                 | 1                 | 8                 | -                | - | -                    | -                    | -                    |                      |                      |
| 2016-2017 | Sokol Krasnoïarsk      | VHL   | -                 | -                 | -                 | -                 | -                 | 4                | 0 | 1                    | 1                    | 0                    |                      |                      |
| 2016-2017 | Amourskie Tigry        | MHL   | 2                 | 1                 | 0                 | 1                 | 2                 | -                | - | -                    | -                    | -                    |                      |                      |
| 2017-2018 | Lokomotiv Iaroslavl    | KHL   | 32                | 4                 | 4                 | 8                 | 48                | 9                | 1 | 0                    | 1                    | 11                   |                      |                      |
| 2017-2018 | HK Riazan              | KHL   | 2                 | 0                 | 0                 | 0                 | 0                 | -                | - | -                    | -                    | -                    |                      |                      |
| 2018-2019 | Lokomotiv Iaroslavl    | KHL   | 55                | 4                 | 6                 | 10                | 47                | 10               | 0 | 0                    | 0                    | 10                   |                      |                      |
| 2019-2020 | Heat de Stockton       | LAH   | 38                | 1                 | 4                 | 5                 | 21                | -                | - | -                    | -                    | -                    |                      |                      |
| 2019-2020 | Flames de Calgary      | LNH   | 4                 | 0                 | 0                 | 0                 | 0                 | -                | - | -                    | -                    | -                    |                      |                      |
| 2020-2021 | Heat de Stockton       | LAH   | 28                | 2                 | 5                 | 7                 | 18                | -                | - | -                    | -                    | -                    |                      |                      |
| 2021-2022 | Lokomotiv Iaroslavl    | KHL   | 40                | 1                 | 3                 | 4                 | 27                | 4                | 0 | 0                    | 0                    | 6                    |                      |                      |
| 2022-2023 | Lokomotiv Iaroslavl    | KHL   | 65                | 4                 | 17                | 21                | 27                | 11               | 2 | 0                    | 2                    | 4                    |                      |                      |
| 2023-2024 | Lokomotiv Iaroslavl    | KHL   | 66                | 1                 | 9                 | 10                | 34                | 20               | 3 | 4                    | 7                    | 11                   |                      |                      |
| 2024-2025 | Lokomotiv Iaroslavl    | KHL   | Saison en cours ? | Saison en cours ? | Saison en cours ? | Saison en cours ? | Saison en cours ? |                  |   |                      |                      |                      |                      |                      |

### En équipe nationale
| Année | Compétition     |   | PJ | B | A | Pts | Pun | +/-               |  | Résultat |
| 2022  | Jeux olympiques | 6 | 0  | 0 | 0 | 2   | +3  | Médaille d'argent |  |          |